# Lita Roza
Lita Roza (* 14. März 1926 in Liverpool, England; † 14. August 2008 in London; eigentlich Lilian Roza) war eine britische Sängerin, die in ihrer Heimat vor allem in den 1950er Jahren als Sängerin der Ted Heath Band und als Solokünstlerin erfolgreich war. Ihr bekanntester Hit war der Nummer-eins-Erfolg „(How Much Is) That Doggie in the Window“.

## Karriere
Schon mit 13 Jahren ging Lita Roza mit einer Tanztruppe zur Ausbildung nach London; mit 15 war sie Teil einer Comedy-Bühnenshow mit Ted Ray. Noch während des Zweiten Weltkriegs bekam sie einen Job als Sängerin in einem Club im Badeort Southport. Bald ging sie wieder nach London, wo sie für die Orchester von Harry Roy oder Edmundo Ros sang. Mit 18 heiratete sie und ging mit ihrem US-amerikanischen Ehemann nach Miami; die Ehe hielt jedoch nur fünf Jahre, und schon bald nach der Scheidung war sie wieder in London. Im Frühjahr 1950 begann sie, für Ted Heath am Mikrofon zu arbeiten, mit dem sie Songs wie „Allentown Jail“ oder „Blacksmith Blues“ aufnahm. Ihre Version von High Noon (Do Not Forsake Me) war die erste Veröffentlichung des späteren Titelsongs aus Zwölf Uhr mittags. Von 1952 bis 1954 wurde sie von den Lesern der Musikzeitschrift New Musical Express zur besten britischen Sängerin gewählt. 1956 heiratete sie erneut, den Trompeter Ronnie Harris.
Der Song, für den sie noch heute bekannt ist, ist jedoch eine Coverversion eines US-Hits von Patti Page, „(How Much Is) That Doggie in the Window“. Im März 1953 stieg die Nummer, in der die Sängerin ein Hündchen im Schaufenster kaufen will, weil sie nach Kalifornien zieht und sie ihrem Liebsten das Tier als Trost und Beschützer schenken will, in die Charts. Ein besonderer Gag des Songs war, dass nach der Titelzeile ein tierisches „wuff wuff“ des begehrten Hundes zu hören war. Lita Rozas Version stieg am 17. April auf die Nummer-eins-Position der britischen Charts; die Version von Patti Page schaffte es nur bis Platz 9 (war aber in den USA eine Nummer eins).
Sie verließ die Ted Heath Band 1954 und nahm weiter Schallplatten als Solokünstlerin auf, konnte aber den Erfolg ihres großen Hits nicht annähernd wiederholen. Daneben trat sie in Fernsehshows und Filmen als Schauspielerin und Sängerin auf und ging weltweit auf Tourneen, teils sogar wieder mit Ted Heath, aber auch mit Kollegen wie Matt Monro.
2001 war sie eine der anwesenden Geehrten, als in Liverpool die Wall of Fame eingerichtet wurde. Auf dieser gegenüber dem Cavern Club befindlichen Wand werden liverpooler Musikgruppen und Einzelinterpreten mit je einer bronzenen Schallplatte verewigt, deren Lied in Hitparaden Platz „Eins“ erreichte. Zu den aktuell 57 Gewürdigten (Stand 2008) zählen Lita Roza (als erste), Cilla Black, Gerry & The Pacemakers sowie die Beatles (mit 17 Plaketten).
Ihren letzten öffentlichen Auftritt hatte sie am 28. November 2002 bei Radio Merseyside. Lita Roza starb im Alter von 82 Jahren am 14. August 2008.

## Zitate
„Sängerinnen wie Lita Roza werden heute einfach nicht mehr gemacht.“ Sir Elton John